# Varanus salvadorii
Il varano coccodrillo (Varanus salvadorii (W. Peters & Doria, 1878)), noto anche come varano di Papua, varano di Salvadori e artellia, è una specie di varano di grandi dimensioni endemica della Nuova Guinea, dove rappresenta la più grande lucertola conosciuta, oltre a essere una delle lucertole più lunghe al mondo, con lunghezza massima verificata di 2,44 metri. Ciò è dovuto alla lunga coda dell'animale, e si dice che alcuni esemplari superino in lunghezza anche la lucertola più grande del mondo, il drago di Komodo; tuttavia, il varano coccodrillo è molto meno massiccio di quest'ultimo.
Il varano coccodrillo è una lucertola arborea dal corpo verde scuro segnato da bande di macchie giallastre. Ha un caratteristico muso smussato e una coda molto lunga. Vive nelle paludi di mangrovie e nelle foreste pluviali costiere nella parte sud-orientale dell'isola, nutrendosi di uccelli, piccoli mammiferi, uova e carogne. I suoi lunghi denti ricurvi si adattano meglio di qualunque altra specie di varano per catturare prede rapide. Come tutti i varani, il varano coccodrillo presenta caratteristiche anatomiche che gli consentono di respirare più facilmente durante la corsa rispetto ad altre lucertole, sebbene potrebbe avere una resistenza ancora maggiore rispetto alla maggior parte delle altre specie di varano. Si conosce ben poco sulla riproduzione e la crescita di questo rettile, poiché è una specie piuttosto difficile da allevare in cattività.
Questa specie è minacciata dalla deforestazione e dal bracconaggio ed è protetta dall'accordo CITES. Viene inoltre cacciato dalle tribù locali per la sua pelle con cui vengono costruiti tamburi, oltre ad essere visto sia come uno spirito malvagio che "si arrampica sugli alberi, cammina eretto, sputa fuoco e uccide gli uomini", sia come una presenza benevola che avverte se ci sono coccodrilli nelle vicinanze.

## Tassonomia ed etimologia
Il varano coccodrillo venne descritto per la prima volta come Monitor salvadorii da Wilhelm Peters e Giacomo Doria, nel 1878, sulla base di un esemplare femmina, con una lunghezza complessiva di 1,92 metri. La coda da sola misurava 114 centimetri.
Il nome generico, Varanus, deriva dall'arabo waral (ورل), che significa "lucertola". Si pensa che il termine "varano" derivi dalla confusione tra waral e il termine tedesco warnen, che significa "avvertimento". Il termine australiano "goanna" è nato come una corruzione del nome "iguana". Il nome specifico, salvadorii, deriva da una latinizzazione di Tommaso Salvadori, un ornitologo italiano che operò in Nuova Guinea. Successivamente, nel 1885, fu ribattezzato Varanus salvadorii da George Albert Boulenger. Il varano coccodrillo viene occasionalmente confuso con il varano d'acqua asiatico (V. salvator) a causa dei loro nomi scientifici simili.

### Evoluzione
La storia evolutiva di V. salvadorii inizia con il genere Varanus, originario dell'Asia di circa 40 milioni di anni fa. Intorno ai 15 milioni di anni fa, una connessione tettonica tra l'Australia e il sud-est asiatico permise ai varanidi di diffondersi in quello che oggi è l'arcipelago indonesiano.
Sulla base delle sequenze di DNA di tre geni nucleari e due mitocondriali, l'analisi cladistica identifica V. salvadorii come membro di un gruppo di specie che include il varano vario (V. varius) e il drago di Komodo (V. komodoensis). Considerazioni morfologiche suggeriscono che anche l'estinto megalenia (V. priscus) fosse un membro del gruppo. I varani colonizzarono l'Australasia dall'Asia circa 32 milioni di anni fa; il clade di varius sorse quindi circa 17 milioni di anni fa. Lo stretto di Torres separa la Nuova Guinea dall'Australia ed è lungo meno di 90 km (56 miglia), una distanza che questi animali avrebbero potuto coprire facilmente saltando da un'isola all'altra.

## Distribuzione
La più grande delle sette specie di varano presenti sull'isola della Nuova Guinea, il varano coccodrillo si trova sia nello stato di Papua Nuova Guinea che nella regione indonesiana della Papua occidentale. In genere predilige le alte e basse chiome delle foreste pluviali di pianura e delle paludi costiere di mangrovie, talvolta avventurandosi al di fuori di queste aree durante le inondazioni nelle stagioni delle piogge. Non sono disponibili dati dettagliati sull'areale del varano coccodrillo, pertanto l'intera estensione del suo areale è sconosciuta. Il suo habitat remoto e generalmente inaccessibile è un ostacolo allo studio dettagliato di questo varano nel suo habitat naturale.

## Descrizione

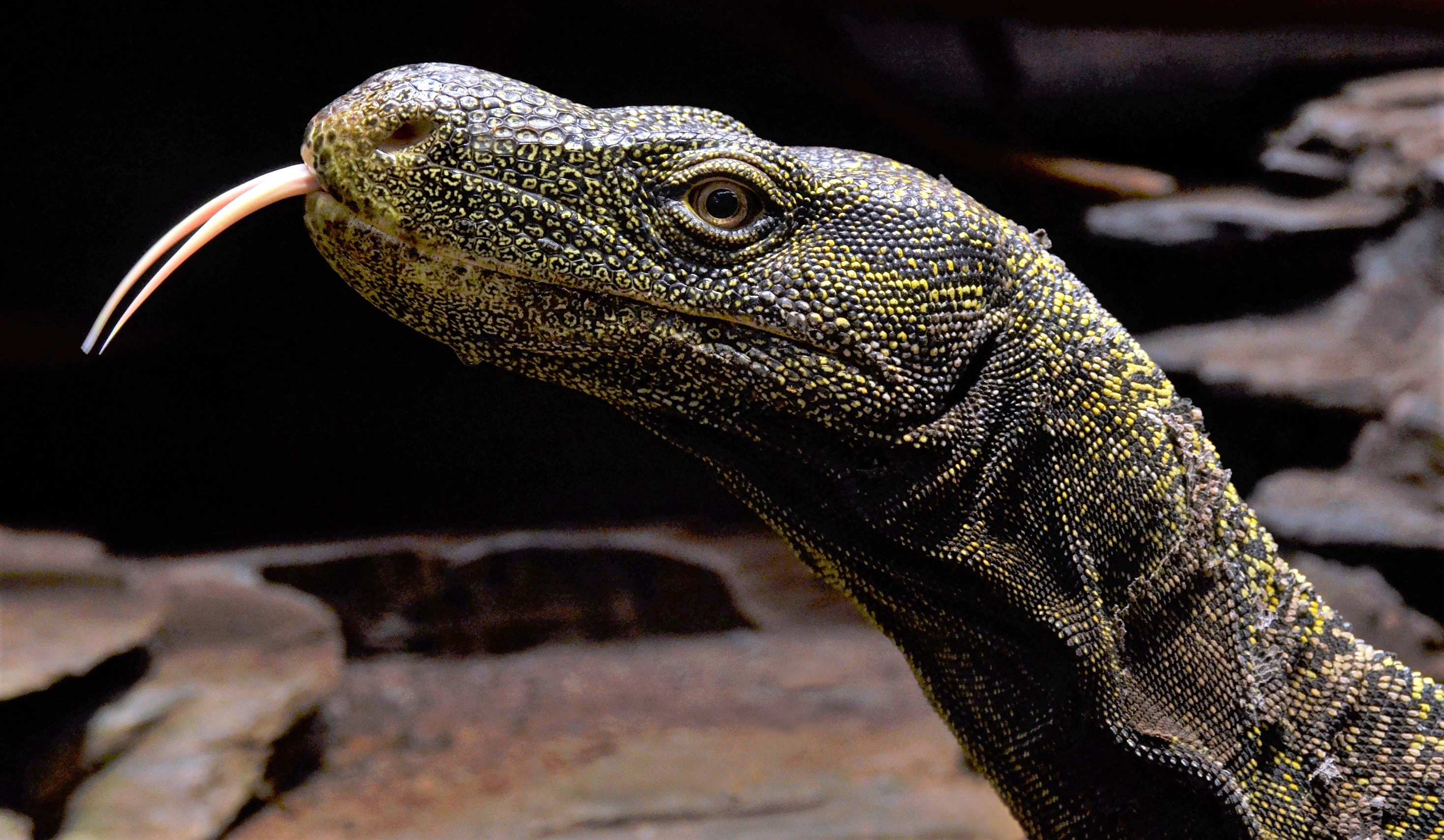
Primo piano della testa, allo zoo di Cologne

A causa del suo habitat remoto e generalmente inaccessibile, l'animale è poco studiato nel dettagliato, e per questo molte sue caratteristiche, come le dimensioni, sono piuttosto incerte o incoerenti. Tuttavia, gli studiosi concordano sul fatto che il varano coccodrillo sia unico tra le specie di varanidi esistenti, per le sue inusuali caratteristiche fisiche. Per esempio, la coda dell'animale è molto più lunga della lunghezza dal muso alla cloaca sia nei giovani che negli adulti. Uno studio indicherebbe che la coda è due terzi più lunga, mentre un altro afferma che la coda è il 210% della lunghezza del corpo dell'animale. Un'altra delle caratteristiche più evidenti dell'animale è il suo muso smussato e bulboso, che lo fa sembrare diverso da ogni altro varano della Nuova Guinea, oltre a conferirgli il nome comune di "coccodrillo degli alberi". Ciò è forse dovuto ai denti dell'animale che sono lunghi, dritti e affilati, occupando gran parte dello spazio nelle fauci dell'animale.

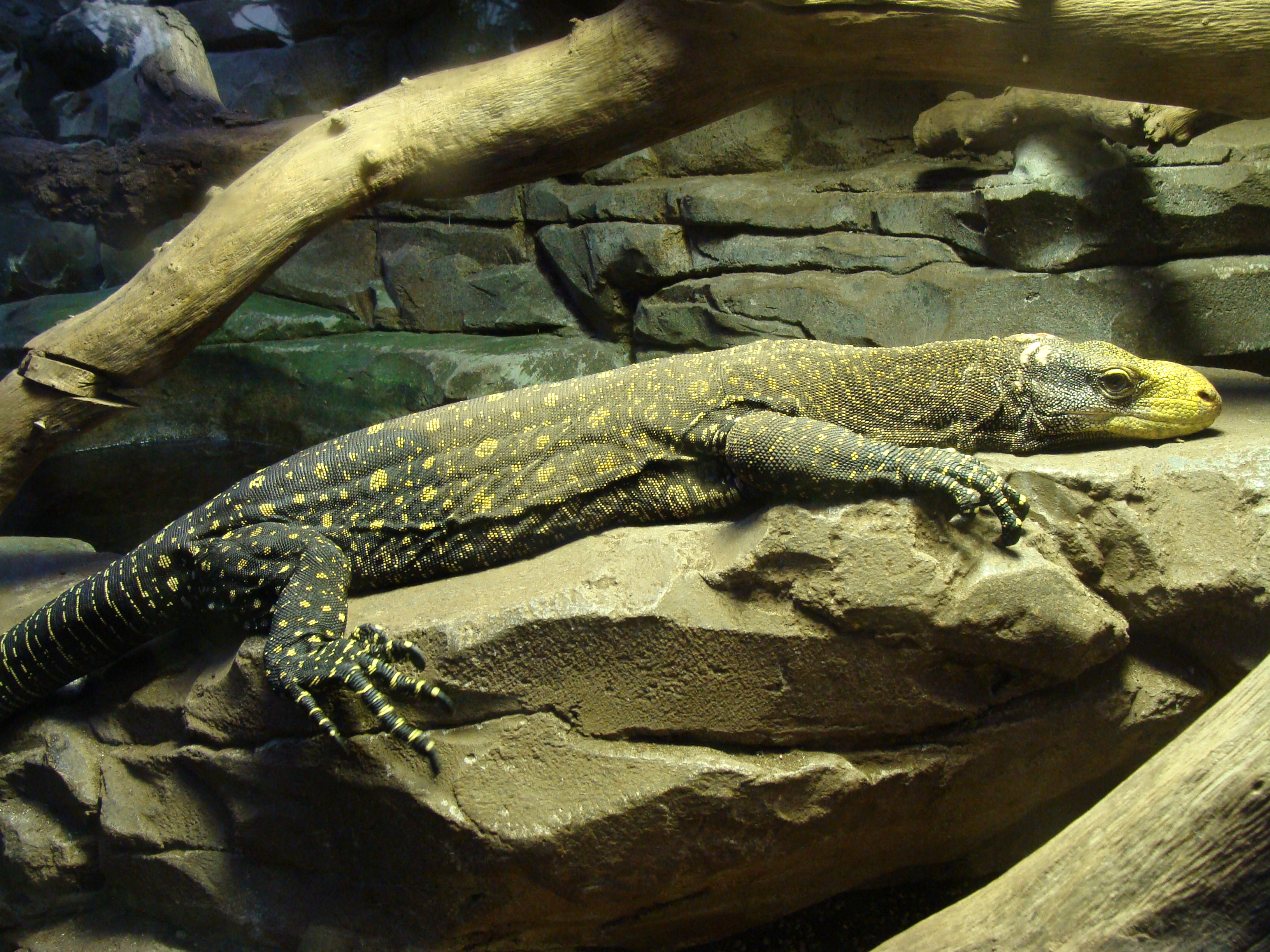
Un esemplare allo Zoo de Madrid, Spagna

Il corpo dell'animale è verde scuro segnato da bande di anelli gialli. La coda è fasciata da bande alternate gialle e nere. Non è presente un chiaro dimorfismo sessuale esterno.
Alla schiusa, il varano coccodrillo è lungo circa 45 centimetri. I rapporti sulla lunghezza massima variano notevolmente e sono oggetto di molte controversie. È possibile che questi animali possano raggiunge la maggiore lunghezza tra tutte le lucertole esistenti, sebbene sia considerevolmente meno massiccio del drago di Komodo. Diversi esemplari analizzati hanno una lunghezza media di almeno 244 centimetri, ma è alcuni rapporti affermano che possa raggiungere dimensioni ancora maggiori. Secondo quanto riferito, un esemplare di 3,23 centimetri è stato catturato a Konedobu dal dottor F. Barker. Le affermazioni che alcuni esemplari superino considerevolmente tali dimensioni non sono finora confermate.
Anche le stime sul peso di questi animali non sono verificate; la specie è molto più snella dei draghi di Komodo di lunghezza comparabile. La lunghezza tipica riportata di questa specie è inferiore a 2 metri, con una massa corporea corrispondente di circa 20 kg. È stato riscontrato che 10 esemplari adulti pesavano solo da 5 a 6,38 kg, su una lunghezza da 1,16 a 2,25 metri, quindi anche il peso sopra menzionato è abbastanza ottimista per questa specie. Tuttavia, questi esemplari non erano completamente maturi poiché è noto che gli esemplari catturati in natura crescono oltre 2,7 metri, e gli allevatori hanno stimato che gli esemplari selvatici possono pesare fino a 14 kg. Le dimensioni medie di questo animale, sono state stimate a 99,2 centimetri, con un peso di 2,02 kg, sebbene gli esemplari analizzati in questo studio fossero esemplari giovani.
Il varano coccodrillo ha capacità aerobiche simili a quelle dei mammiferi; una pompa golare a pressione positiva nella gola dell'animale aiuta la ventilazione polmonare. A differenza della maggior parte delle lucertole che non possono respirare in modo efficiente durante la corsa, a causa del vincolo di Carrier, la pompa golare dei varani consente loro di superare l'effetto di un polmone alla volta compresso dalla loro andatura in corsa. Lo sviluppo evolutivo della pompa golare è funzionalmente analogo a quello del diaframma nei mammiferi, che ventila il polmone indipendentemente dalla locomozione. Il varano coccodrillo potrebbe essere la specie che raggiunge la maggiore resistenza nella corsa grazie alla sua pompa regolare. L'indagine supporta l'idea che la respirazione regolare sia uno sviluppo evolutivo che maschera l'effetto del vincolo di Carrier.

## Biologia

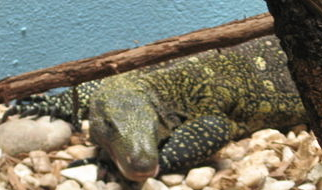
Un esemplare di varano coccodrillo, allo zoo di Oklahoma City

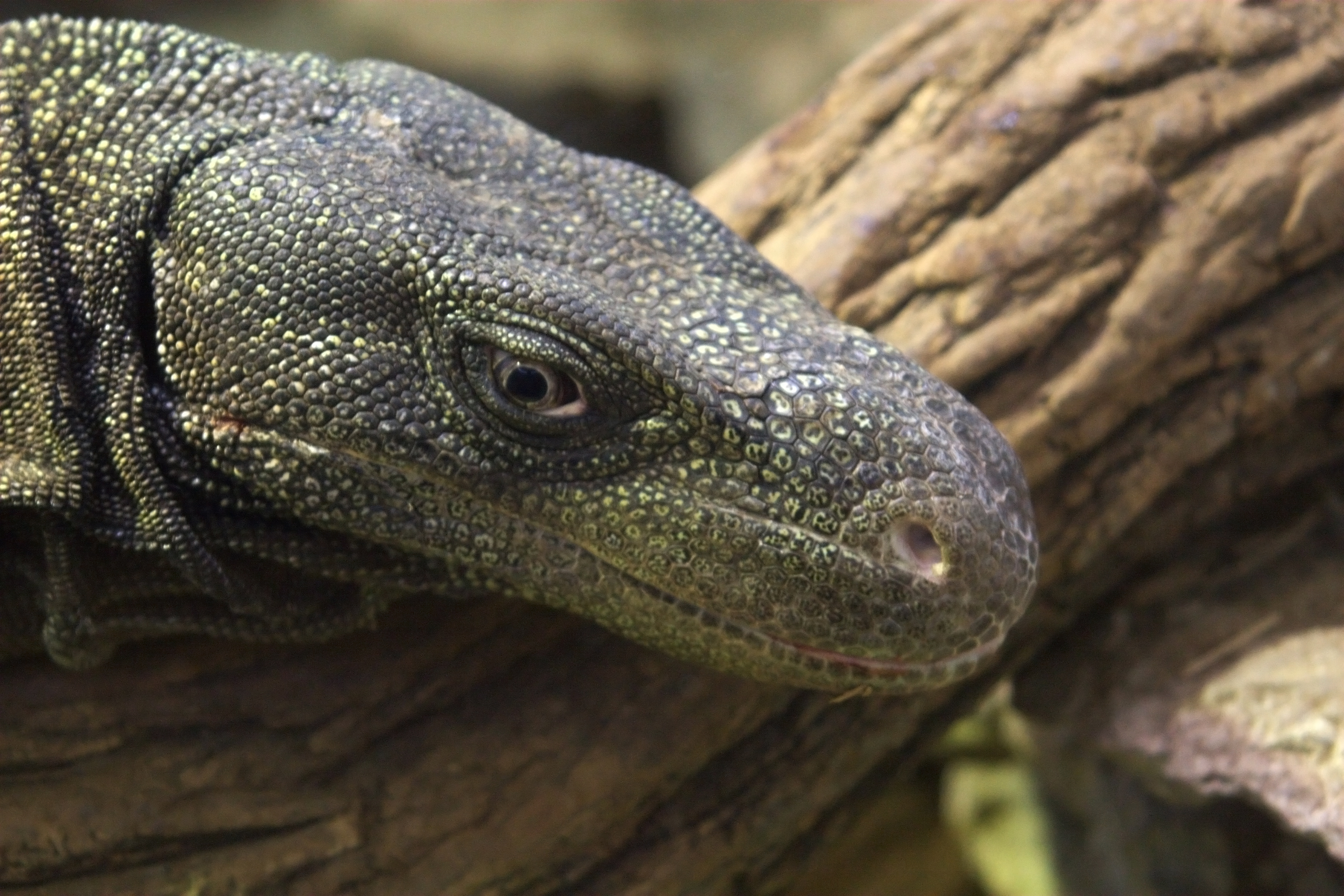
Primo piano di un esemplare, allo zoo di Cincinnati

Il varano coccodrillo è una lucertola altamente arborea. Grazie ai suoi forti artigli ricurvi, può rimanere appeso ai rami anche con le sole zampe posteriori e, occasionalmente, usare la coda come presa prensile. La funzione primaria della coda, tuttavia, è quella di contrappeso quando passa da un ramo all'altro. Come in alcune altre specie di Varanus, la coda viene usata anche come arma difensiva, ed è stato osservato come animali allevati in cattività, se si sentono minacciati, possono usare la loro coda come una frusta. Sebbene passino la maggior parte del loro tempo sugli alberi, crogiolandosi al sole sui rami più alti, prediligono dormire a terra o immersi nell'acqua.
Questi varani possono impennarsi sulle zampe posteriori puntellandosi con la coda per controllare l'ambiente circostante, comportamento che è stato documentato anche nei varani di Gould (V. gouldii). Quando si sentono minacciati assumono una caratteristica posizione difensiva, arrotolando la coda e preparandola a colpire il proprio aggressore. Secondo le credenze dei nativi, questi animali avvertono della presenza di coccodrilli nelle vicinanze. In genere il varano coccodrillo evita il contatto con le persone, ma se messo alle stretto, e se l'intimidazione con la coda non basta, può mordere con estrema ferocia e il suo morso è in grado di causare infezioni, come il drago di Komodo. Nel 1983, venne segnalato il decesso di una donna papuana a causa di un morso che ha portato ad un'infezione.

### Dieta
I denti del varano coccodrillo non assomigliano a quelli delle altre specie di varano, che in genere hanno denti smussati, simili a pioli e rivolti leggermente all'indietro. I denti mascellari di questo animale sono lunghi, simili a zanne, posizionati verticalmente nella mascella, adatti ad agganciarsi alle prede in rapido movimento come uccelli, pipistrelli e roditori. I loro denti mandibolari sono alloggiati in una guaina carnosa. In natura, il varano coccodrillo è il principale predatore della Nuova Guinea, nutrendosi di uccelli, in particolare di cacatua e maleo, uova, piccoli mammiferi e carogne. I nativi raccontano di come certi esemplari possano abbattere anche prede più grandi, come maiali, cervi, e cani randagi, trascinando poi la sua preda sugli alberi per nutrirsene, sebbene questi resoconti non siano ancora stati confermati. Gli esemplari tenuti in cattività si nutrono anche di pesci, rane, roditori, polli e cibo per cani.
Questa specie è stata osservata cacciare le sue prede in un modo unico tra i varani. Invece di seguire la sua preda per tenderle un'imboscata, il varano coccodrillo insegue attivamente la sua preda, anticipandone i movimenti e acchiappandola al volo non appena questa è a tiro.

### Riproduzione
La riproduzione del varano coccodrillo è stata osservata solo in cattività, quindi non si sa nulla della sua riproduzione in natura. Le covate, che comprendono da 4 a 12 uova, vengono deposte tra ottobre e gennaio, e le uova possono mostrare dimensioni differenti anche nella stessa covata, un fenomeno per il quale non si conosce alcuna spiegazione. Le dimensioni possono variare da 7,5 cm × 3,4 cm a 10 cm × 4,5 cm, mentre il peso può variare da 43,3 a 60,8 grammi. La maggior parte delle covate deposte in cattività si sono rivelate sterili e finora sono stati documentati solo quattro allevamenti di successo. I piccoli sono lunghi circa 46 centimetri, per un peso di circa 56 grammi. Come quelli di molti altri varani, i piccoli del varano coccodrillo sono molto più colorati degli adulti e si nutrono principalmente di insetti e piccoli rettili.

## Conservazione

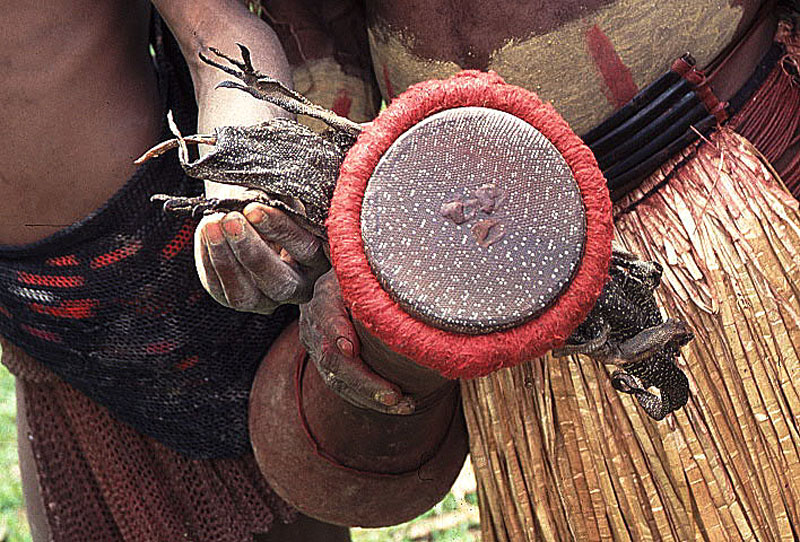
Tradizionale tamburo papuano fatto con la pelle del varano coccodrillo

Il varano coccodrillo è attualmente protetto dalla CITES Appendice II, che richiede un permesso di esportazione per il commercio internazionale. Non è elencato nella Lista Rossa IUCN o nell'Endangered Species Act. Tuttavia, nel suo habitat naturale, questo animale è minacciato principalmente dalla deforestazione e dal bracconaggio. Le popolazioni native cacciano questo animale per la sua pelle che viene utilizzata per creare tamburi. Inoltre, viene anche ucciso per superstizione, in quanto i nativi lo descrivono come uno spirito malvagio che "si arrampica sugli alberi, cammina eretto, sputa fuoco e uccide gli uomini".

### In cattività
Nonostante le loro dimensioni e la loro rarità, questa specie compare occasionalmente nel commercio di animali esotici domestici, ma ha la reputazione di essere piuttosto aggressiva e imprevedibile, soprattutto gli esemplari catturati in natura, ed è pertanto altamente sconsigliata ai neofiti. L'animale va tenuto in ambiente di dimensioni adeguate alle sue dimensioni, e deve essere fornito di numerose superfici scalabili data la sua natura arborea, oltre che ad un mantenimento di temperatura e umidità costante. Tuttavia, è una specie che non si lascia maneggiare facilmente, pertanto è necessario fornirsi di un'adeguata protezione quando si maneggiano questi animali, che possono provocare gravi ferite con i loro artigli nel tentativo di divincolarsi. Nel 2008, si stimò che 52 individui erano ospitati in cattività in 17 parchi zoologici degli Stati Uniti, con un numero imprecisato in collezioni private.